# Jan Slovák (geometr)
Jan Slovák (* 16. července 1960 Berlín) je český matematik, geometr a vysokoškolský pedagog, v letech 2000 až 2003 děkan Přírodovědecké fakulty Masarykovy univerzity (PřF MU), v letech 2004 až 2005 prorektor Masarykovy univerzity.

## Život
Po maturitě studoval v letech 1979 až 1983 matematickou analýzu na UJEP v Brně. Po studiu pracoval od roku 1983 jako výzkumný pracovník na Matematickém ústavu ČSAV. Po sametové revoluci se v roce 1990 stal kandidátem věd na Matematicko-fyzikální fakultě Univerzity Karlovy v Praze. V letech 1991 až 1992 byl hostujícím učitelem na Vídeňské univerzitě. V roce 1992 začal působit jako vyučující na PřF MU a již v roce 1994 se poté na PřF MU habilitoval a v roce 1999 se stal doktorem věd. O pouhé dva roky později byl ve svých 41 letech jmenován profesorem pro obor matematika-geometrie. V letech 1996 až 1997 působil na University of Adelaide v Austrálii.
V letech 1998 až 1999 působil Slovák jako proděkan pro studijní plány na Fakultě informatiky Masarykovy univerzity. V únoru 2000 se stal děkanem PřF MU, když ve funkci nahradil Rostislava Brzobohatého. Ve funkci působil po jedno volební období do ledna 2003, kdy se jeho nástupcem stal Milan Gelnar. V únoru 2004 se Slovák stal prorektorem Masarykovy univerzity pro strategii a rozvoj. Ve funkci setrval do listopadu 2005. Od roku 2006 postupně působil jako poradce celkem čtyř ministrů školství ČR. V letech 2012 až 2013 působil jako člen Slovenské akreditační komise. V roce 2015 se Slovák stal ředitelem Ústavu matematiky a statistiky, ve funkci setrval do června 2023. V roce 2021 začal Slovák působit v Akademickém senátu MU a v roce 2023 se stal členem akademickém senátu PřF MU.
Během své kariéry působil Slovák jako člen několika vědeckých rad, vedle PřF MU šlo o vědeckou radu Fakulty informatiky MU a vědeckou radu Masarykovy univerzity. V lednu 2024 mu byla udělena Zlatá medaile Masarykovy univerzity.
Je ženatý a má dvě děti.